# 時計修理技能士
時計修理技能士（とけいしゅうりぎのうし）は、国家資格である技能検定制度の一種で、中央職業能力開発協会が問題作成して都道府県職業能力開発協会が実施する、時計修理に関する学科及び実技試験に合格した者をいう。

## 概要
時計修理の技術を評価する唯一の国家資格で名称独占資格である。
等級は1級から3級まであり、それぞれ上級技能者、中級技能者、初級技能者が通常有すべき技能の程度と位置づけられている。

## 受検資格
- 1級：実務経験7年以上、又は3級合格後4年の実務経験、2級合格後2年の実務経験を有する者
- 2級：実務経験2年以上を有する者、又は3級合格者
- 3級：実務経験6か月以上を有する者

※職業訓練歴や学歴により実務年数は異なる。

## 試験内容
各級共、実技試験及び学科試験により実施される。

### 学科試験

#### 出題形式
- 1級：真偽法及び四肢択一、問題数：50問、時間：1時間40分
- 2級：真偽法及び四肢択一、問題数：50問、時間：1時間40分
- 3級：真偽法、問題数：30問、時間：1時間

#### 合格基準
各級65点以上（100点満点）

#### 試験科目
- 1.時計
  - 時及び報時
  - 時計の種類
  - 時計の主要部分の種類、構造、機能及び用途
  - 時計の附属装置及び附属品の種類、構造、機能及び用途
- 2.時計修理法
  - 時計修理用の機械及び器工具の種類、用途及び使用方法
  - 時計及び時計部品の修理方法
  - 年差及び月差の調整方法
  - 時計の性能検査
  - 表面処理
- 3.機械要素
  - 機械の主要構成要素の種類、形状及び用途
- 4.材料
  - 時計修理用材料の種類、性質及び用途
  - 時計に使用される非金属材料の種類、性質及び用途
  - 金属材料の種類、性質及び用途
  - 金属材料の熱処理
  - 磁性材料の種類、性質及び用途
- 5.電子及び電気
  - 電子回路用部品の種類、性質及び用途
  - 電気用語
- 6.安全衛生
  - 安全衛生に関する詳細な知識

### 実技試験

#### 作業内容
- 1級：課題① アナログ水晶腕時計〔振動数32768ヘルツ、太陽電池付き、中3針、24時針、日針（日付）、曜針（曜日）、の各機能付き〕の分解、部品交換（巻真）、洗浄、組立て、注油、調整及び測定を行い、指定された要求精度及び要求事項の範囲内におさめる。課題② 機械式腕時計［自動巻、中3針、日針（日付）、曜針(曜日）、の各機能付き］の分解、洗浄、組立て、注油、調整及び測定を行い、指定された要求精度及び要求事項の範囲内におさめる。 試験時間＝4時間30分
- 2級：アナログ水晶腕時計（振動数32768ヘルツ、中3針、日・曜カレンダー機能付き）の分解、部品交換（巻真）、洗浄、組立て、注油、調整及び測定を行い、指定された要求精度及び要求事項の範囲内におさめる。試験時間＝4時間
- 3級：アナログ水晶腕時計（バンド付き）の裏ぶたの開閉、裏ぶたパッキンの交換、電池の選択、電池セット、電池電圧・歩度測定、バンドの取外し・取付け、バンドのこま詰め、時刻合わせ、カレンダー合わせ及び包装を行う。試験時間＝1時間15分

#### 合格基準
- 各級ともに100点満点で60点以上

## 取得後の称号
- 技能検定に合格すると等級に応じて技能士の称号が付与される。名刺やホームページなどに資格を表記する際には、「等級」「正式職種名」「技能士」の順で表示する必要があり、「1級時計修理技能士」、「2級時計修理技能士」、「3級時計修理技能士」、のように等級を明示しなければならない。等級の非表示、等級表示位置の誤り、正式職種名の省略表示などは不可である。

職業能力開発促進法により、時計修理技能士資格を持っていないものが時計修理技能士と称することは禁じられている。